# Iryna Glibko
Iryna Glibko (en ucraniano: Ірина Глібко; Odesa, RSS de Ucrania; 18 de febrero de 1990 – Râmnicu Vâlcea, Rumania; 28 de agosto de 2024)28 de agosto de 2024) fue una balonmanista ucraniana que jugó en las posiciones de central y lateral.

## Carrera

### Equipos
| Periodo   | Club                 |
| --------- | -------------------- |
| 2007-2009 | Galytchanka Lviv     |
| 2009      | Nalogovi University  |
| 2009-2011 | Zaporizhzhia-ZSEA    |
| 2011-2012 | Podatkova University |
| 2012-2013 | Danubius Galați      |
| 2013-2015 | CSM București        |
| 2015-2017 | HCM Roman            |
| 2017-2024 | SCM Râmnicu Vâlcea   |

### Selección nacional
Jugó para Ucrania en 19 ocasiones de 2012 a 2024 y anotó 37 goles; participó en dos ediciones del Campeonato Europeo de Balonmano Femenino.

## Muerte
Glibko murió de cáncer en Râmnicu Vâlcea, Rumania el 28 de agosto de 2024 a los 34 años.

## Logros

### Club
- Liga Națională (2): 2015, 2019
- Supercupa României (1): 2018
- Bucharest Trophy (1): 2014

### Individual
- Goleadora de la Liga Națională: 2013, 2018
- Goleadora de la Cupa României: 2018
- Mejor lateral del año de la Liga Națională: 2019[5]
- Jugadora extranjera del año de la Liga Națională: 2019, 2023